# Victor Sarfati
Victor Sarfati (arabe : فيكتور سارفاتي), né le 24 janvier 1931 à Béja et mort le 1er février 2015 à Tunis, est un peintre et professeur de peinture tunisien.

## Biographie
Il fait ses études à l'École des beaux-arts de Tunis avant de devenir professeur d'éducation artistique, notamment au Collège Sadiki et à l'École des beaux-arts de Tunis. Tout en continuant et en développant le style de l'École de Tunis, que les pionniers comme Yahia Turki, Moses Levy, Pierre Boucherle, Abdelaziz Gorgi et Ammar Farhat ont contribué à mettre en place, il se constitue un chemin personnel grâce à sa sensibilité aux impressions fugitives et à son sens du détail : 
« Cet artiste-peintre à la sensibilité riche et communicative, dépeint diverses scènes de la vie quotidienne tunisienne avec beaucoup de précision et de détails, conférant beaucoup de vie à chaque tableau. Ajoutez à cela sa parfaite maîtrise des couleurs qu'il fusionne dans un subtil jeu chromatique de gammes transparentes et lumineuses s'adaptant à la luminosité du pays. »
Réputé comme aquarelliste, Pierre Berjole dit de son œuvre, à l'occasion de l'une de ses expositions organisée en 1981, que « la transparence et la fluidité de l'aquarelle convenaient à la traduction de ses sentiments. Avec sûreté, d'un pinceau habile, il arrête le lavis juste au point d'évocation poétique de la forme qu'il laisse deviner plus qu'il ne la représente ».
Les quartiers populaires constituent un sujet de prédilection pour lui et une source inépuisable d'inspiration ; le souk, les ruelles de Bab Saadoun, Zarkoun, la Hara, la friperie, la synagogue de la Ghriba, mais aussi Sidi Bou Saïd et  Carthage, sont les sujets de ses œuvres. La recherche de la beauté est aussi présente dans ses œuvres sous la forme d'un geste, d'un regard ou d'une position. À cet égard, la femme et les chevaux occupent une place privilégiée.

## Expositions personnelles
- 1984 : Galerie des arts, Tunis[7]
- 1996 : Galerie Ammar-Farhat[5], Sidi Bou Saïd
- 2006 : Galerie Aïn, Tunis[8]
- 2014 : Galerie Kalysté, Tunis [9]